# セオドーラ・フィッツギボン
セオドーラ・フィッツギボン (英: Theodora FitzGibbon、旧姓ロスリング (Rosling) 、再婚後の姓はモリソン (Morrison) 、1916年10月21日–1991年3月25日) は、アイルランドの料理研究家・モデル・俳優である。

## 生い立ちおよび教育
セオドーラ・ロスリングは、1916年10月21日にロンドンで、ジョン・アーチボルド・ロスリングと妻アリス・ウィニフレッド・ホジキンスとの間に生まれた。 彼女はブルッヘのサクレ・クールやヘンドン（ロンドン北西部）のセント・ジョゼフズなど数々のカトリック修道院附属校で教育を受けた。また、父親に随伴してインドやヨーロッパ、中東の各地を巡った。一説によると、パリのフィニッシングスクールで旧セルビア王国王妃ナタリヤから料理の指導を受けたとされる。

## モデル業および俳優業
18歳のときにバーミンガムとコヴェントリーのレパートリー劇場で出演し、巡業劇団イングリッシュプレイヤー (the English Player) の一員としてフランスでの地方巡業に参加した。彼女はアンソニー・アスキスの映画Freedom Radio (1941) に出演したほか、ロンドンのウェストエンドの舞台にも立った。ファッションデザイナーのRobert Traquduirのモデルも務めている。

## 恋愛・交友関係
パリでセオドーラ・ロスリングは、写真家でシュールレアリズムの画家であったピーター・ローズ・プラム (Peter Rose Pulham, 1910–1956) と出会い、交際を始めた。プラムを通じ、彼女はバルテュス、コクトー、ダリ、ピカソといったパリの芸術界における重要人物と多数面識をもった。その後ロンドンでは、フランシス・ベーコンやルシアン・フロイド、ジョン・ミントンやジョン・バンティングなどの若手芸術家らと交流した。戦時中は自由フランス軍のプロパガンダ部門に勤務し、1944年には、アイルランド系アメリカ人の作家で当時アメリカ軍の少佐として駐在していたコンスタンティン・フィッツギボン (Constantine Fitzgibbon, 1919–1983) と結婚した。コンスタンティンとは1959年に離婚し、翌1960年にアイルランド人のドキュメンタリー映画製作者であるジョージ・モリソン (George Morrison, b.1922) と再婚している。ロンドンではノーマン・ダグラスやヘンリー・ムーア、ディラン・トマスと妻ケイトリンらと交友関係にあった。

## 料理本
1952年にセオドーラ・フィッツギボンは、料理本Cosmopolitan Cookery in an English Kitchenの執筆依頼を受けた。 彼女はその収入を前借りしてヘンリー・ムーアのグワッシュ画を購入した。さらに25冊の料理本を出版しており、なかでも大好評を博したのが、地域別の名物料理を取り上げた"A Taste of"シリーズであり、A Taste of Ireland (1968) 、A Taste of Scotland (1970)、A Taste of Wales (1970) 、A Taste of England –– West Country (1972) 、A Taste of London (1973) 、A Taste of Paris (1974) 、A Taste of Rome (1975) 、A Taste of the Sea (1977) 、A Taste of Yorkshire (1979) 、A Taste of the Lake District (1980) などがある。 これらの料理本は、地理的・歴史的・社会学的説明や写真・イラストを用いて、各レシピにまつわる背景的情報を充実させているのが特徴だった。そのほかに特筆に値する著書としては、Eat Well and Live Longer (1968) が挙げられるほか、1976年出版のThe Food of the Western Worldは、15年の歳月をかけて34か国のレシピを集めた百科事典級の大著（6000項目以上）であり、グレンフィディック特別金賞を受賞した。また、セオドーラ・フィッツギボンは1987年にボンでシュークルート賞ヨーロッパ・フードジャーナリズム部門の一等賞を受賞している。彼女はアイルランド料理研究家組合の創設に関わり、初代会長を務めた。

## その他の著作
1967年に出版した小説The Flight of the Kingfisherは、BBCのテレビドラマにもなり、好評を博した。自叙伝はWith Love (1982) とLove Lies a Loss (1985) の二作を著している。

## 後半生
コンスタンティンとの離婚と同年の1959年7月に、セオドーラ・フィッツギボンはハートフォードシャーからアイルランドへ移住し、以後はダブリン州ドルキーで過ごした。1991年3月25日に同州のキライニーで死去した。